# Michał Żurek
Michał Żurek (ur. 3 czerwca 1988 w Kędzierzynie-Koźlu) – polski siatkarz grający na pozycji libero, wychowanek klubu MMKS Mostostal Kędzierzyn-Koźle. 
Przygodę z siatkówką rozpoczął w swoim rodzinnym mieście w drużynie MMKS Mostostal Kędzierzyn-Koźle. Stamtąd przeniósł się do Maratonu Świnoujście, którego barwy reprezentował przez jeden sezon. Od 2006 do 2009 grał w drużynie MOS Wola Warszawa. Przełomowym momentem w jego karierze było w 2009 podpisanie umowy z Treflem Gdańsk, z którym rok później wywalczył awans do PlusLigi. W sezonie 2011/2012 związany był z Fartem Kielce, a następnie AZS-em Olsztyn. 6 maja 2014 roku podpisał dwuletni kontrakt z Asseco Resovią Rzeszów. Po ukończonym sezonie 2021/2022 postanowił zakończyć siatkarską karierę.

## Sukcesy klubowe
Liga Mistrzów:
- 2015

Mistrzostwo Polski:
- 2015
- 2022[3]